# 西班牙治世
西班牙治世是指1598年至1621年欧洲在西班牙霸权领导下的一段社會相对和平稳定的时期，共计23年。当时的西班牙在经历了与法国、英格兰和尼德兰联省共和国的一系列斗争后，实现了全欧洲的稳定。